# Hybolasius rufescens
Hybolasius rufescens là một loài bọ cánh cứng trong họ Cerambycidae.